# اس‌اس پیزا (۱۸۹۶)
اس‌اس پیزا (۱۸۹۶) (به انگلیسی: SS Pisa (1896)) یک کشتی بود که طول آن ۳۹۰ فوت (۱۲۰ متر) بود. این کشتی در سال ۱۸۹۶ ساخته شد.